# Titularbistum Roskilde
Roskilde (ital.: Roeskilde, Roschildia) ist ein Titularbistum der römisch-katholischen Kirche.
Es geht zurück auf einen Bischofssitz in der Stadt Roskilde auf der Insel Seeland, Dänemark. Das Bistum Roskilde wurde 991 als Suffragan des Erzbistums Hamburg-Bremen gegründet, ab 1104 gehörte es zur Kirchenprovinz Lund, das bis dahin ebenfalls Suffragan Hamburg-Bremens gewesen war.
Zum Diözesangebiet gehörten – jeweils mit den vorgelagerten kleineren Inseln – die Ostseeinseln Seeland, Mön und Rügen, welch Letzteres 1168 bis 1325 dänisch und danach pommersch war. 
Nach der Reformation wurde das katholische Bistum Roskilde zum lutherischen Bistum Seeland (jedoch ohne Rügen) und der nunmehr lutherische Bischof residierte in Kopenhagen. 1922 wurde das Bistum Seeland ins Bistum Kopenhagen und das neue Bistum Roskilde geteilt. 
Das Titularbistum Roskilde wurde 1964 aufgelöst und zählt somit zu den "historischen" Titularbistümern.
| Titularbischöfe von Roskilde |                           |                                             |                  |               |
| Nr.                          | Name                      | Amt                                         | von              | bis           |
| 1                            | Josef Ludwig Brems OPraem | Apostolischer Vikar von Dänemark (Dänemark) | 10. Oktober 1922 | 5. April 1958 |